# Henri Marteau (Geiger)

Henri Marteau

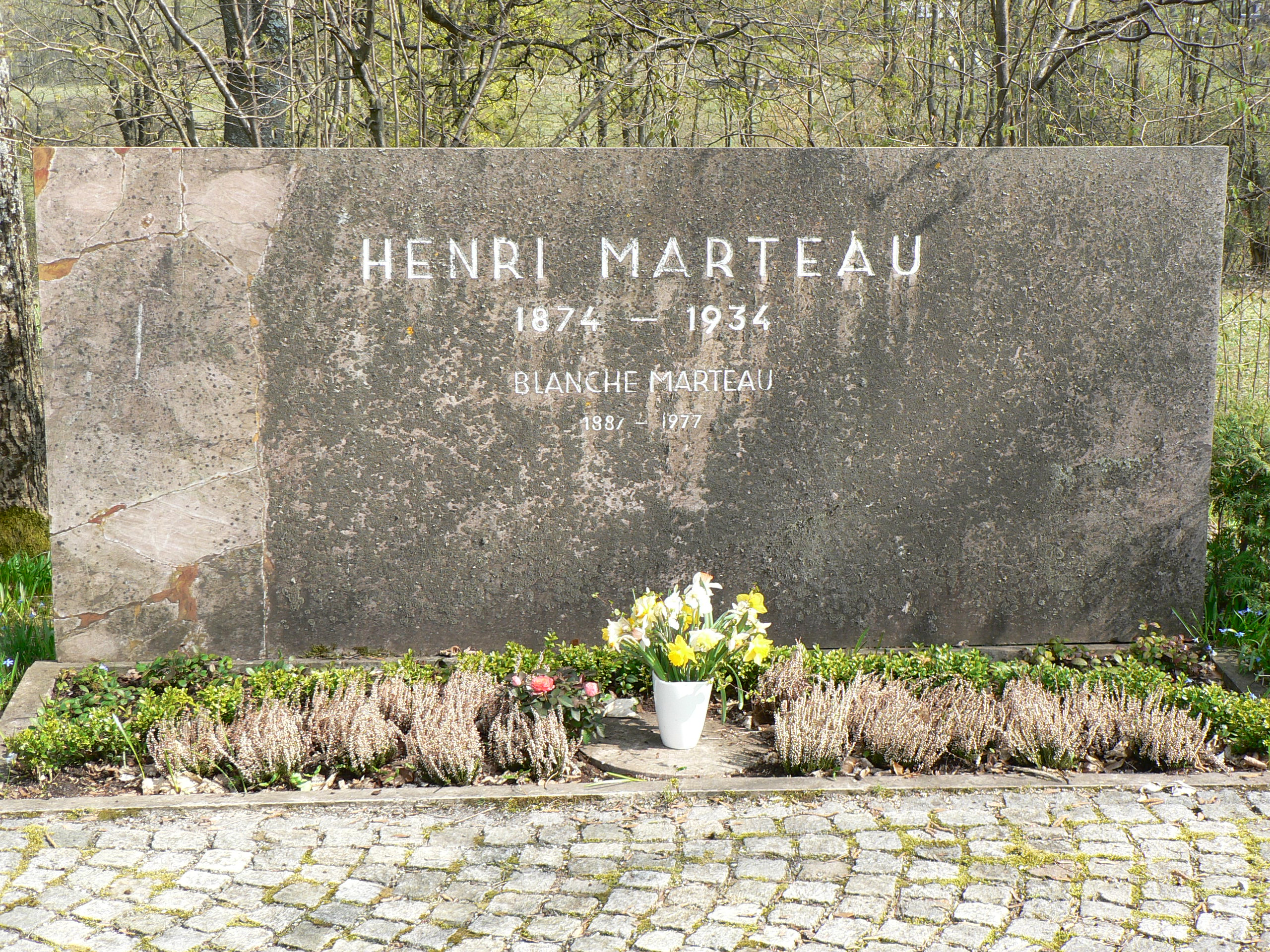
Grabstätte von Henri und Blanche Marteau in Lichtenberg

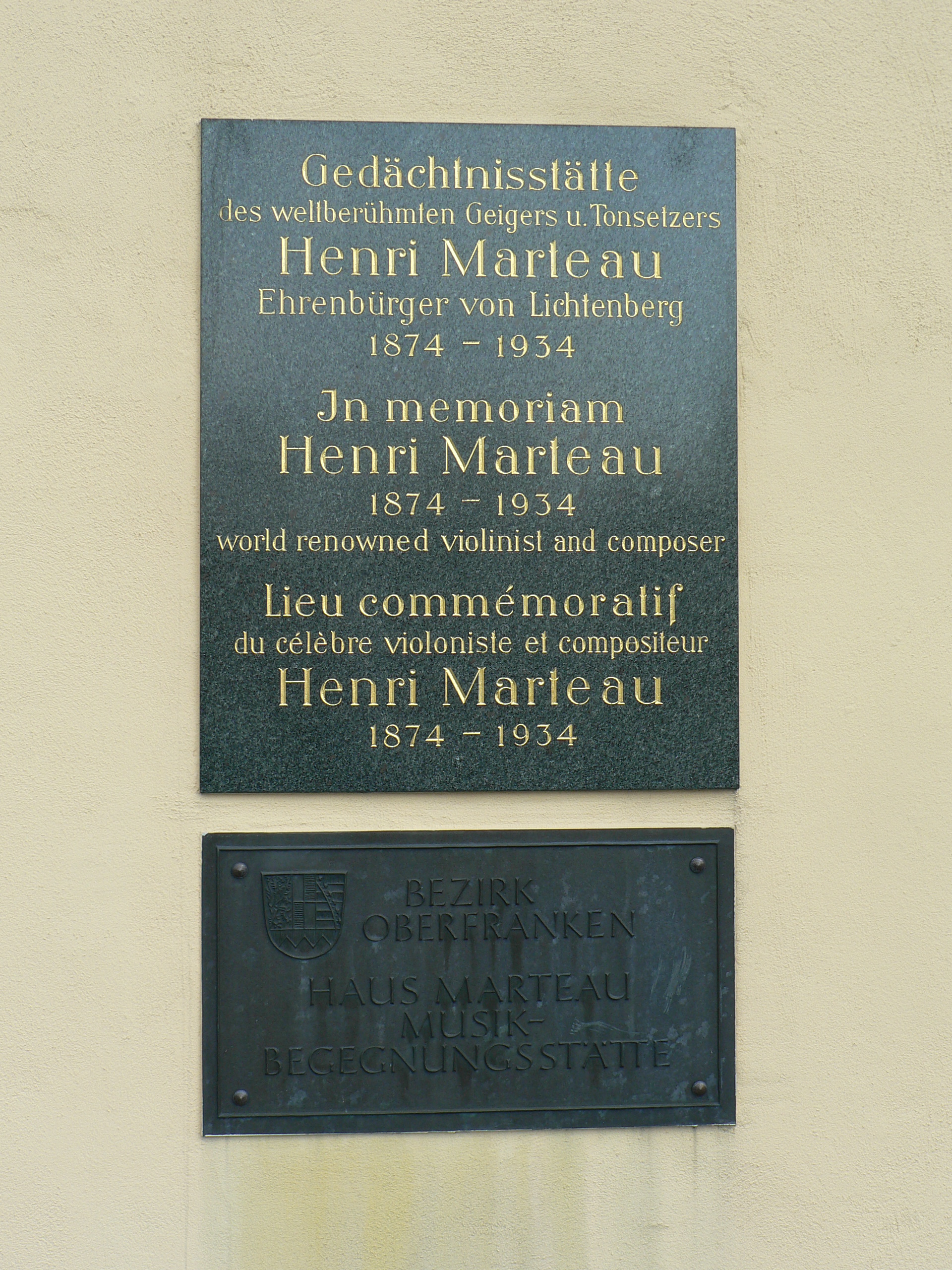
Gedenktafel am Eingang der Musikbegegnungsstätte

Henri Marteau (* 31. März 1874 in Reims; † 4. Oktober 1934 in Lichtenberg im Hofer Land) war ein deutsch-französischer Geiger und Komponist.

## Leben
Marteaus französischer Vater, Charles Marteau, war Textilfabrikbesitzer und Geigenamateur, die deutsche Mutter, Clara Schwendy, spielte Klavier. Mit fünf Jahren begann Marteau, das Violinspiel zu erlernen, ab 1881 war Hubert Léonard sein Lehrer. Am 9. April 1884 debütierte Marteau in Reims äußerst erfolgreich vor 2500 Zuhörern. Es folgten ab 1887 Auftritte in Wien und in London. 1891 schrieb sich Marteau am Pariser Conservatoire ein und wurde dort mit dem Premier Prix du Conservatoire National Concours 1892 ausgezeichnet. 1893/94 unternahm er zwei Konzerttourneen in die USA.
Schon als 21-Jähriger verstand sich Marteau nicht nur als Geiger und Komponist, sondern setzte sich auch für eine einheitliche Regelung des Urheberrechtes an Musikwerken ein. 1900 erhielt er seine erste Professur in Genf. Am 23. Juli 1908 wurde Marteau der Nachfolger Joseph Joachims als Professor für Violine an der Hochschule für Musik in Berlin. Mit Max Reger, Charles Gounod, Jules Massenet, Peter Tschaikowsky, Antonín Dvořák, Edvard Grieg, Théodore Dubois, Béla Bartók, Camille Saint-Saëns sowie Leander Schlegel verbanden ihn Künstlerfreundschaften. Die Freundschaft zu Reger, dessen Violinkonzert er 1908 in Leipzig zur Uraufführung brachte, zerbrach allerdings später. Reger warf Marteau auch Antisemitismus vor: „Ich habe viele Freunde unter den Juden, die ich länger als Dich z.B. kenne u. welche Freunde sich bisher als treu erprobt in allen Lebenslagen erwiesen haben! Ich glaube, dass Dein offensichtlicher Haß gegen das Judentum, welcher Haß nach meinen Erfahrungen nicht berechtigt ist, Dich Dinge sehen u. sagen lässt, die mit der Wirklichkeit nichts zu thun haben!“ (Brief an Henri Marteau, 18. Januar 1911). Nach Regers Tod wurde der Violinvirtuose und Bückeburger Hofkapellmeister Richard Sahla der Dirigent der Berliner Uraufführungen Marteaus eigener Violinkonzerte.
Wegen seiner französischen Staatsbürgerschaft wurde Marteau nach Ausbruch des Ersten Weltkriegs interniert, verlor am 30. September 1915 seine Berliner Professur und wurde später in seiner 1913 erbauten Villa in der Stadt Lichtenberg (Oberfranken) unter Hausarrest gestellt. Nach Kriegsende nahm Marteau die schwedische Staatsbürgerschaft an. Später übernahm er Lehrtätigkeiten an der Deutschen Akademie in Prag (1921 bis 1924), am Leipziger Konservatorium (1926/27) sowie am Dresdner Konservatorium (1928 bis 1934). Daneben unterrichtete er privat und unternahm Konzertreisen.
Am 4. Oktober 1934 starb Marteau in seiner Villa in Lichtenberg im Hofer Land, wo er auch seine letzte Ruhestätte fand. Die Villa beherbergt heute die Internationale Musikbegegnungsstätte Haus Marteau mit 2021 angebautem, unterirdischen Konzertsaal.

## Kompositorisches Werk
Neben seiner Tätigkeit als Violinvirtuose ist Marteau auch als Komponist hervorgetreten. Sein Œuvre umfasst 45 mit Opuszahlen versehene Werke, darunter Vokal- und Kammermusik sowie Orchesterwerke, außerdem mehrere Werke für und mit Orgel in der Tradition seines Lehrers Théodore Dubois.

### Werkauswahl
- ohne op. Sinfonie (1903) unvollendet, ein Satz (I. Lento - Allegro maestoso)
- ohne op. La voix de Jeanne d'Arc, Kantate für Sopran, Chor und Orchester
- ohne op. Meister Schwalbe, Musikalische Komödie in einem Akt (1922)
- ohne op. Andante für Violine und Orchester (1891)
- op. 1 Berceuse für Violine und Klavier (1902)
- op. 2 Drei Stücke für Streichinstrument und Klavier Nr. 1 Berceuse für Violine und Klavier, Nr. 2 Feuillet d'Album in d-Moll für Viola und Klavier, Nr. 3 Andantino in a-Moll für Violine und Klavier
- op. 3 Fantasiestück für Violine und Klavier (1904)
- op. 4 Deux Chants religieux (Pater noster f. Bass und Orgel, Ave Maria f. Singstimme, Violine, Harfe und Orgel)
- op. 5 Streichquartett Nr. 1 Des-Dur (1904)
- op. 7 Cellokonzert B-Dur (1904).
- op. 8 Chaconne für Viola und Klavier (1905)
- op. 9 Streichquartett Nr. 2 D-Dur (1905)
- op. 10 Acht Lieder für Gesang und Streichquartett oder Klavier; 1. An Agnes, 2. Tränentropfen, 3. Als die Liebe kam, 4. In den Garten meiner Seele, 5. Liebeslied, 6.a Sonnenlied, 6.b Sonnenlied, 7. Träume, 8. Herbst.
- op. 12 Trio für Violine, Viola und Violoncello (Max Reger gewidmet) (1907?).
- op. 13 Quintett c-Moll für Klarinette und Streichquartett (1908).
- op. 14 Bogenstudien für Violine mit Begleitung einer zweiten Violine
- op. 15 Suite für Violine und Orchester (I. Preludio. Allegro non troppo e maestoso, II. Tema von variazioni, III. Minuetto. Tempo die menuetto. Moderato - attaca, IV. Finale-Rondo: Allegro von spirito)
- op. 17 Streichquartett Nr. 3 C-Dur (1916)
- op. 18 Violinkonzert C-Dur (Klavierauszug veröff., Partitur verschollen, aber durch Raoul Grüneis rekonstruiert); (I. Allegro risoluto - Allegro energico, ma non troppo, II. Adagio, III. Finale (Rondo). Allegro con fuoco, ma non troppo)
- Op. 19 Études de gammes (Scale Studies) für Violine(1916)
- op. 19 c Huit mélodies, 1. "Pluie" ("Il pleut. J'entends le bruit égal des eaux" Victor Hugo), 2. "À Douarnenez en Bretagne" ("On respire du sel dans l'air" Sully Prudhomme), 3. "Ritournelle" ("Dans la plaine blonde et sous les allées" François Coppée) 4. "Matin d'octobre" ("C'est l'heure exquise et matinale" Coppée) 5. "Chanson de mer" ("Ton sourire infini m'est cher" Sully Prudhomme) 6. "Vitrail" ("Sur un fond d'or pâli, les saints rouges et bleus" Coppée) 7. "Pitié des choses" (Coppée) 8. "Dans la rue, le soir" ("Neuf heures. On entend la retraite aux tambours." Coppée)[4]
- op. 20 Serenade für 2 Flöten, 2 Oboen, 2 Klarinetten, Baß-Klarinette und 2 Fagotte (1922)
- op. 23 Drei Kompositionen für Orgel (1918).
  - Prélude et Passacaille op. 23 Nr. 1
  - Prélude et Fugue op. 23 Nr. 2
  - Introduction et Fugue méditative op. 3
- op. 25 24 Caprices für Violine und Klavier
- op. 27 Fantasie für Orgel und Violine (1923).
- op. 28 Acht Gesänge, 1. "Stille Fahrt" ("Ich stand an einem dunklen Meer" Hans Benzmann) 2 "Die Eichbäume" ("Aus den Gärten komm' ich zu euch, ihr Söhne des Berges!" Friedrich Hölderlin), 3. "Abendlied" ("Die Nacht ist niedergangen" Otto Julius Bierbaum), 4. "Empor!" ("Nun breite stolze Schwingen aus" Adolf Holst), 5. "Gipfelndes Glück" ("Ein Duft weht überall" Carmen Sylva) 6. "Regenlied" ("Walle, Regen, walle nieder" Klaus Groth) 7. "Hütet Euch" ("Wo am Herd ein Brautpaar siedelt" Emanuel Geibel), 8. "Liebesnacht" ("O weile, süßer Geliebter! Martin Greif)
- op. 29 Drei geistliche Gesänge für Stimme mit Orgelbegleitung (1923)
- op. 30 Sinfonie E-Dur (1922)
- op. 31 Fünf Schilflieder Nikolaus Lenau 1. "Drüben geht die Sonne scheiden" 2. "Trübe wird's, die Wolken jagen" 3. "Auf geheimem Waldespfade" 4. "Sonnenuntergang; Schwarze Wolken zieh'n" 5. "Auf dem Teich, dem Regungslosen"
- op. 32 Terzetto für Flöte, Violine und Bratsche (1924)
- op. 33 Drei Lieder für gemischten Chor (1924)
- op. 34 Zwei Balladen für Stimme und Klavier (1924)
- op. 35 Pastorale e rondino alla tedesco für Oboe und Orchester (1924)
- op. 42 Nr. 2 Partita für Flöte und Violine
- op. 43 Nr. 1 Divertimento für Flöte und Violine (1931)

## Sonstiges

### Marteau als Freimaurer
Henri Marteau war Freimaurer. Er wurde am 29. März 1929 in Hof in der St.-Johannis-Loge Zum Morgenstern zum Freimaurermeister erhoben, nachdem seine Großloge Zum Licht in Sofia ihr Einverständnis erklärt hatte.

### Internationale Musikbegegnungsstätte Haus Marteau

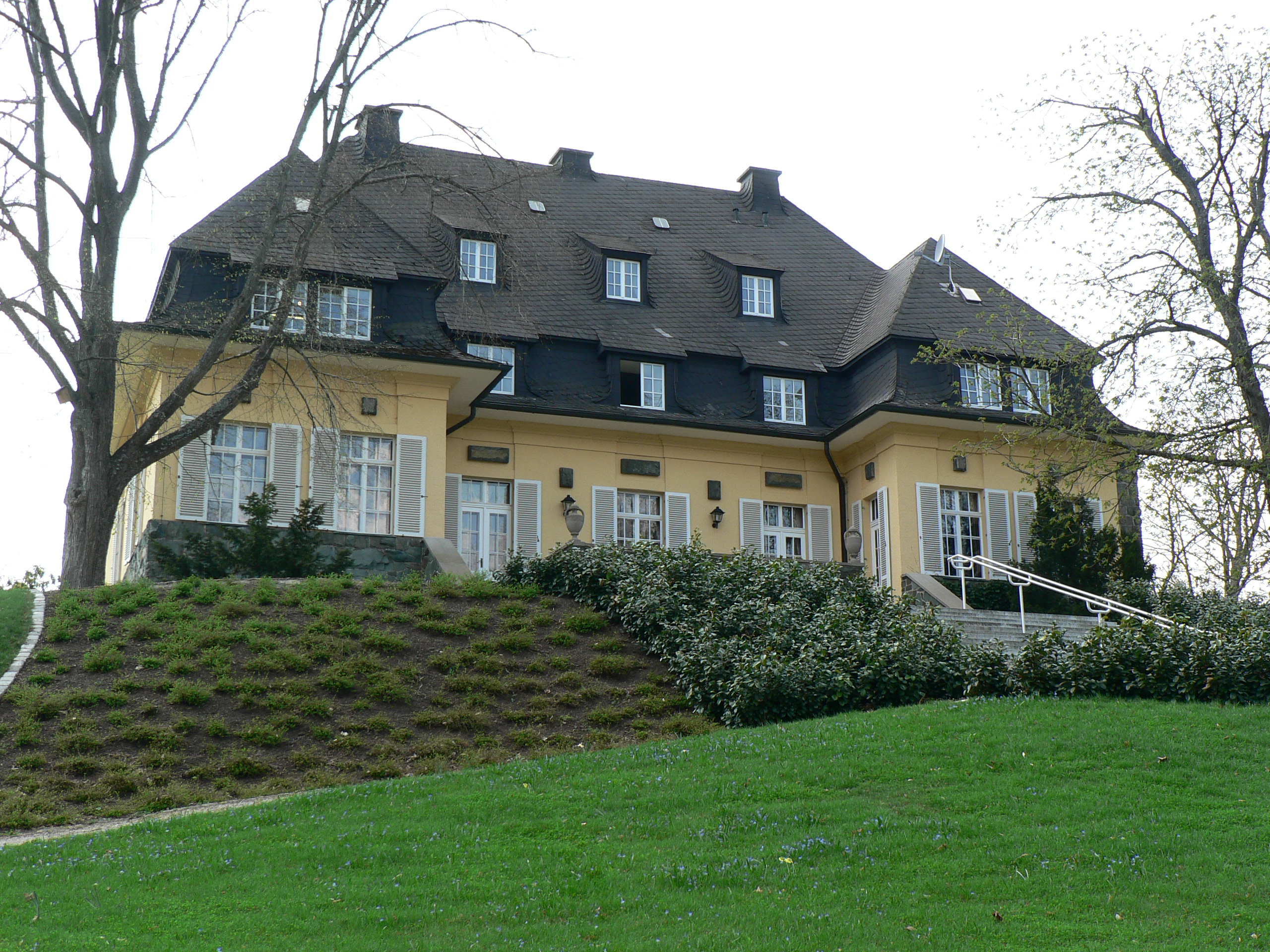
Internationale Musikbegegnungsstätte Haus Marteau

Die Erben, darunter Marteaus Tochter Mona Linsmayer-Marteau, beabsichtigten eine sinnvolle Nutzung des Lichtenberger Anwesens in der Tradition Marteaus. 1982 wurde die Internationale Musikbegegnungsstätte Haus Marteau in Trägerschaft des Bezirks Oberfranken gegründet. Hier finden Meisterkurse und der Internationale Violinwettbewerb Henri Marteau statt. Das Kursangebot des Hauses Marteau umfasst zahlreiche Musiksparten. Zum 25. Jubiläum im Oktober 2007 fanden verschiedene Festlichkeiten und Konzerte statt. Der Internationale Violinwettbewerb Henri Marteau gastiert alle drei Jahre mit den ersten zwei der insgesamt drei Runden.

### Ehrungen

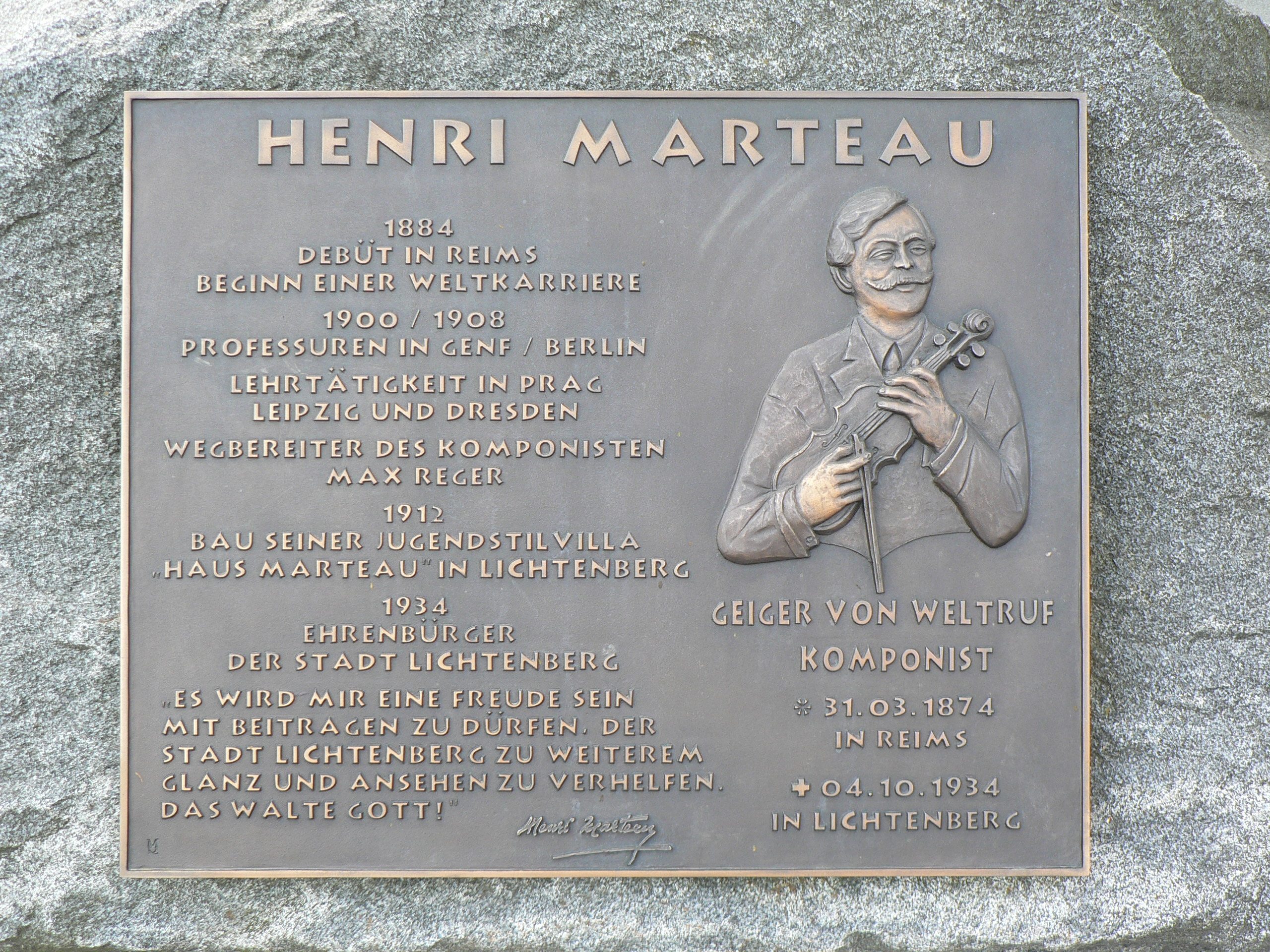
Gedenkstein in Lichtenberg

In Hof ist die Henri-Marteau-Straße nach ihm benannt, in Lichtenberg der in der Ortsmitte liegende Henri-Marteau-Platz, an dem auch ein Gedenkstein steht.

### CD-Veröffentlichungen
- Henri Marteau: Cellokonzert B-Dur op. 7 mit Walter Nothas und dem Münchner Beethoven-Orchester unter Günther Weiß und Klarinettenquintett mit Gerd Starke und dem Endres-Quartett (Musica Bavarica MB 75 124)
- Henri Marteau: Entdeckung eines Romantikers Vol. 1 (Solo Musica SM 229)
- Henri Marteau: Liederzyklen Opus 19c und Opus 28 mit Vesselina Kasarova und Fünf Schilflieder für Bariton mit Klavier und obligater Bratsche op. 31 mit Dietrich Fischer-Dieskau (Solo Musica SM 263)
- Henri Marteau: Klarinettenquintett Op. 13 mit dem Praetorius Quartett und Streichquartett Op. 9 mit dem Marteau Quartett (Solo Musica SM 282)
- Henri Marteau: Streichquartette, Vol. 1 mit dem Isasi Quartet (CPO 555 128-2)
- Henri Marteau: Violinkonzert C-Dur Op. 18 / Serenade Op. 20 mit Nicolas Koeckert und der Deutsche Radio Philharmonie Saarbrücken Kaiserslautern (Solo Musica SM 299)
- Henri Marteau: Streichquartette, Vol. 2 mit dem Isasi Quartet (CPO 555 129-2)
- Henri Marteau: Trio op. 32 (1932), Nai-Trio (My Music CD 006529)